# Réserve nationale naturelle de Puinawai
Le réserve nationale naturelle de Puinawai est une réserve naturelle situé dans le département de Guainía, en Colombie.